# Konstruktionsvattenlinje
Konstruktionsvattenlinje, ofta förkortat KVL, är den vattenlinje en farkost beräknas få enligt konstruktionsritningen. När man anger ett fartygs höjd över havet, fribord, djupgående och deplacement så är det med referens till konstruktionsvattenlinjen. Ett fullastat skepp ligger ofta med konstruktionsvattenlinjen under vattenytan och har således större deplacement, djupgående och "våt längd", än vad som anges i fartygets dokumentation.

## Mått i vattenlinjen
Ett av huvudsyftena med konstruktionsvattenlinjen är att ge referens till fartygets "mått i vattenlinjen" (de "våta måtten"), såsom farkostens längd och bredd vid denna linje. Fartygets "våta längd" benämns Längd i vattenlinjen (LVL), medan fartygets "våta bredd" benämns Bredd i vattenlinjen (BVL). Vid visst sammanhang kan dessa termer även ange farkostens mått vid den faktiska vattenlinjen. På grund av utsvängda för- och akterskepp, samt utsvängd bordläggning, kan det vara en betydande skillnad på längden över allt (LÖA) och längden i vattenlinjen (LVL), samt för motsvarande breddmått.
Vattenlinjens längd spelar en roll för båtens egenskaper, bland annat för dess deplacementsfart. I dessa sammanhang är det väsentliga ofta inte den nominella längden i vattenlinjen, utan hur lång båten är i den faktiska vattenlinjen, som till exempel för segelbåtar vanligen ökar med högre fart. Också till exempel en tvär akter kan ge egenskaper motsvarande en längre vattenlinje.

### Fotnoter
1. 1 2  Konstruktionsvattenlinje i Nordisk familjebok (andra upplagan, 1911)
2. ↑  Vattenlinje i Nordisk familjebok (andra upplagan, 1921)